# Uvaroviella
Uvaroviella är ett släkte av insekter. Uvaroviella ingår i familjen syrsor.

## Dottertaxa tillUvaroviella, i alfabetisk ordning[1]
- Uvaroviella andensis
- Uvaroviella antennalis
- Uvaroviella aptera
- Uvaroviella arrugia
- Uvaroviella babyas
- Uvaroviella bora
- Uvaroviella bordoni
- Uvaroviella cantator
- Uvaroviella cavea
- Uvaroviella cavicola
- Uvaroviella chamocoru
- Uvaroviella crassicornis
- Uvaroviella cryptos
- Uvaroviella demissa
- Uvaroviella dispar
- Uvaroviella enodos
- Uvaroviella erinys
- Uvaroviella feredemissa
- Uvaroviella finitima
- Uvaroviella grandis
- Uvaroviella guyanensis
- Uvaroviella herpon
- Uvaroviella hypxyros
- Uvaroviella infuscata
- Uvaroviella jamaicense
- Uvaroviella leleupae
- Uvaroviella maculatum
- Uvaroviella marmorata
- Uvaroviella meioptera
- Uvaroviella minor
- Uvaroviella mirabilis
- Uvaroviella mococharu
- Uvaroviella multivenosa
- Uvaroviella nebulosa
- Uvaroviella nesites
- Uvaroviella nicuesa
- Uvaroviella nouragui
- Uvaroviella orchestes
- Uvaroviella otaros
- Uvaroviella parantennalis
- Uvaroviella pequegna
- Uvaroviella pequegnita
- Uvaroviella phylacris
- Uvaroviella reticulata
- Uvaroviella rumococha
- Uvaroviella scandens
- Uvaroviella simlense
- Uvaroviella spelaea
- Uvaroviella subaptera
- Uvaroviella surda
- Uvaroviella tabulatum
- Uvaroviella thescelos
- Uvaroviella tobago
- Uvaroviella trelawni
- Uvaroviella trinidadi
- Uvaroviella turbidus
- Uvaroviella vicina
- Uvaroviella vittatum